# Éparchie de Nyíregyháza
L'éparchie de Nyíregyháza est une église particulière de l'Église grecque-catholique hongroise. Son siège est à Nyíregyháza en Hongrie.

## Histoire
L'éparchie est créée par démembrement de l'éparchie de Hajdúdorog le 20 mars 2015 par le pape François. Simultanément l'éparchie de Hajdúdorog est élevée au rang d'archéparchie métropolitaine recevant comme suffragantes les éparchies de Miskloc et de Nyíregyháza.  

## Éparques
- 20 mars 2015 - 7 avril 2018: vacant
  - 20 mars 2015 - 31 octobre 2015: Atanáz Orosz, éparque de Miskolc, administrateur apostolique[1]
  - 31 octobre 2015 - 7 avril 2018: P. Ábel Antal Szocska, OSBM, administrateur apostolique
- depuis le 7 avril 2018: Ábel Antal Szocska, OSBM